# Bogenbiathlon

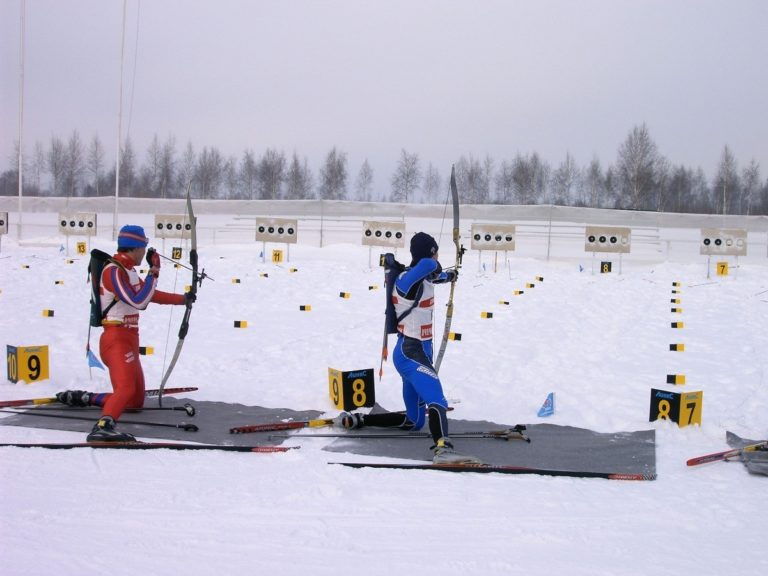

Bogenbiathlon ist eine Wintersportart.
Die Regeln beim Bogenbiathlon sind ähnlich jenen des eigentlichen Winterbiathlons. Geschossen wird jedoch mit Pfeil und Bogen. Die Wettkämpfe wurden ursprünglich ebenfalls von der IBU organisiert. Seit dem 1. April 2005 ist die World Archery Federation (WA) für diese Sportart verantwortlich.

## Regeln
Die wichtigsten Regel der WA sehen zur Zeit vor, dass 
1. die Distanz zu den Scheiben 18 m beträgt,
2. die Klappscheiben einen Durchmesser von 16 cm haben und
3. pro Schießeinlage der Athlet vier Pfeile für vier Scheiben zur Verfügung hat.

Ähnlich wie bei Biathlon werden der Bogen und die Pfeile auf dem Rücken über die ganze Strecke mitgetragen.

## Wettbewerbe
|                     | Einzel                           | Sprint             | Verfolgung               | Massenstart                      | Staffel                             |
| ------------------- | -------------------------------- | ------------------ | ------------------------ | -------------------------------- | ----------------------------------- |
| Distanz Männer      | 12,5 km                          | 7,5 km             | 10 km                    | 10 km                            | 3 × 6 km                            |
| Distanz Frauen      | 10 km                            | 6 km               | 8 km                     | 7,5 km                           | 3 × 6 km                            |
| Distanz Junioren    | 10 km                            | 6 km               | 8 km                     | 7,5 km                           | 3 × 6 km                            |
| Distanz Juniorinnen | 8 km                             | 4 km               | 6 km                     | 6 km                             | 3 × 6 km                            |
| Schießabfolge       | stehend, kniend, stehend, kniend | stehend, kniend    | stehend, kniend, stehend | stehend, stehend, kniend, kniend | pro Athlet stehend-kniend           |
| Strafe je Fehler    | Strafminute                      | Strafrunde (150 m) | Strafrunde (150 m)       | Strafrunde (150 m)               | Zusatzpfeil bzw. Strafrunde (150 m) |

Juniorinnen absolvieren (ausgenommen in der Staffel) jeweils eine Laufrunde und damit auch eine Schießfolge weniger.